# Мазуренко Мая Тимофіївна
Мая (в деяких джерелах — Майя) Тимофіївна Мазуренко (нар. 19 жовтня 1935, Тбілісі, Грузія — 25 червня 2013, Росія) — радянська і російська вчена, ботанік, доктор біологічних наук, фахівець в області морфології рослин, екології, теорії еволюції, інтродукції.

## Біографія
Народилася в сім'ї Вероніки Генріхівни Зельгейм, завідувачки бібліотеки Батумського ботанічного саду, і Тимофія Мазуренко. Однак батьки скоро розлучилися. Дід Маї Тимофіївни Генріх Антонович Зельгейм був відомим вченим- меліоратором.
У 1954 році, закінчивши школу, Мая Тимофіївна вступила до Всесоюзного сільськогосподарського інституту заочної освіти (ВСХІЗО) на плодоовочевий факультет. Одночасно влаштувалася на роботу в Батумський ботанічний сад, де трудилася садівником в насіннєвій лабораторії. У 1959 році вийшла її перша наукова робота, присвячена мексиканському огірку. У тому ж році Майя Тимофіївна зустріла свого майбутнього чоловіка Андрія Павловича Хохрякова. Дипломну роботу Майя Тимофіївна присвятила хурмі східній, і після закінчення інституту в 1960 році вийшла заміж.
Подружжя переїхало в Москву, де Майя Тимофіївна працювала лаборантом у відділі флори головного ботанічного саду АН СРСР. Неодноразово виїжджала в експедиції: 1965 — в Башкирію, 1966 — на Південний Урал, 1967 — на Камчатку, 1968 — Якутію, 1969 — в Магаданську область і на Камчатку, 1970 — на Саяни.
У 1967 році травні Мазуренко стала здобувачем наукового ступеня, вивчала можливість впровадження в культуру жимолості їстівної, займалася внутрішньовидовою мінливістю блакитної жимолості, досліджувала рослини Великого і Малого Кавказьких хребтів, досліджувала питання заносних видів Закавказзя.
У 1970 році в Магадані відкрився інститут біологічних проблем Півночі АН СРСР (ІБПС), й Мая Тимофіївна разом з Андрієм Павловичем переїхали в Магадан. Незважаючи на наявність двох дітей Мазуренко аж до 1984 року щорічно брала участь в різних експедиціях, об'їздила Далекий Схід, Чукотку, Колимське нагір'я. Були експедиції і в Південно-Східну Азію, Середземномор'я і на Кубу. У 1974 році в Москві, в головному ботанічному саду Мая Тимофіївна успішно захистила кандидатську дисертацію за темою «Системи пагонів і цикли їх розвитку на прикладі сімейства жимолостеві». У цій роботі Мазуренко розробила фундаментальне поняття основного циклу у чагарників. Пізніше виявлені закономірності будуть відзначені і у чагарників інших сімейств. Наукові розробки Мазуренко за даним напрямком вилилися в спільну з чоловіком монографію «Структура і морфогенез чагарників», що вийшла в 1977 році, але зберігає своє наукове та методичне значення до теперішнього часу. Потім Мая Тимофіївна зайнялася вивченням сімейства вересових. Її дослідження в цій області знайшли відображення в різних статтях і двох монографіях .
У 1986 році Мазуренко успішно захистила докторську дисертацію по темі «Біоморфологічні адаптації рослин Крайньої Півночі», захист проходив в Центральному сибірському ботанічному саду СО АН РАН в Новосибірську. Після Магадана подружжя переїхало в Батумі, де Мая Тимофіївна знову працювала в місцевому ботанічному саду. Однак події 1992 року змусили виїхати в Росію, в Москву. Пізніше Мая Тимофіївна отримала посаду директора в ботанічному саду Тверського державного університету.
На цій посаді Мая Тимофіївна домоглася передачі у відання ботанічного саду Чупріяновского розплідника, провела реорганізацію розплідника. З 1993 року щорічно проводилися експедиції з вивчення флори Смоленської області. Мая Мазуренко поклала початок гербарію Ботанічного саду ТвДУ, домоглася виділення для цього окремого приміщення в будівлі університету. Спільно з Андрієм Павловичем Хохряковим брала участь в дев'яти експедиціях по програмі «Північно-Східна Азія», в яких вивчала флору маловивчених регіонів північно-східніої Туреччини і Непалу. З цих експедицій вона привозила різний гербарний матеріал і насіння.
Також під керівництвом Маї Тимофіївни змінився і Ботанічний сад, була проведена робота по благоустрою партеру, створення систематичної ділянки, ірідарій і експозицій квіткових культур. Сад був відкритий для відвідування, активно співпрацював з місцевими засобами масової інформації, регулярно брав участь у святкуванні дня міста в Твері. Результатом змін став вступ Ботанічного саду ТвГУ в Міжнародну раду ботанічних садів з охорони рослин (BGCI), що дозволило поліпшити науковий статус ботанічного саду. При ботанічному саду ТвГУ була створена аспірантура, в яку вступило 4 аспіранта.
Незважаючи на масу адміністративної роботи Мая Мазуренко продовжувала і наукову діяльність, неодноразово брала участь в роботі різних конференцій і симпозіумів як в Росії, так і в Франції, Німеччині та Туреччині. Вела дослідження в області біоморфології, класифікації екологічних типів, модульної організації рослин. Займалася і викладацькою роботою, читала оригінальний курс по біоморфології рослин, лекції по рослинництву, проводила практичні заняття з різних дисциплін.
У 1998 році помер Андрій Павлович Хохряков, після чого Мая Тимофіївна переїхала в Москву. З 1998 по 2000 роки Мазуренко була професором Московського педагогічного державного університету, читала лекції з систематики рослин. У 2002 році вона стала старшим науковим співробітником кафедри геоботаніки МГУ. Розробляла оригінальний курс по біоморфології рослин тропіків і субтропіків. Продовжувала розробку проблем модульної організації рослин, біоморфологічного методу інтродукції рослин. Пізніше знову змінила роботу і працювала в Владивостоці, в ботанічному саду інституту РАН провідним науковим співробітником в лабораторії природної флори Далекого Сходу.
Померла 25 червня 2013 року .

## Праці
Мая Тимофіївна Мазуренко є автором понад 200 наукових статей, а також 5 монографій. Крім того, вона відомий популяризатор ботаніки. За матеріалами, зібраними на півночі вона, разом з Т. А. Москалюк опублікувала популярну книгу «Фарби північного літа», а з 2000 року була одним з основних укладачів популярної енциклопедії «Захоплюючий світ рослин».
Крім ботанічної літератури Мая Тимофіївна написала біографічну книгу про свого чоловіка, Андрія Павловича Хохрякова і автобіографічну книгу «Втрачена Колхіда».

### Вибрані роботи
- Мазуренко М. Т., Хохряков А. П. Структура и морфогенез кустарников / Отв. ред.  А. Г. Крылов ; АН СССР, Дальневосточный науч. центр, Ин-т биол. проблем Севера. — М. : Наука, 1977. — 160 с.
- Мазуренко М. Т. Рододендроны Дальнего Востока : структура и морфогенез / отв. ред.: А. П. Хохряков ; Акад. наук СССР Дальневост. науч. центр, Ин-т биол. проблем севера. — М. : Наука, 1980. — 229 с.
- Мазуренко М. Т. Вересковые кустарнички Дальнего Востока (Структура и морфогенез). — М. : Наука, 1982. — 184 с.
- Мазуренко М. Т. Биоморфологические адаптации растений Крайнего Севера / отв. ред.: А. П. Хохряков ; АН СССР, Дальневосточный науч. центр, Ин-т биол. проблем Севера. — М. : Наука, 1986. — 209 с.
- Мазуренко М.Т., Дунаев Е.А., Феоктистова Н.Ю. Удивительные растения. Энциклопедия для детей. — М. : АСТ, 2001. — 420 с.
- Мазуренко М. Т., Головкин Б. Н., Черныш И. В. Загадочные растения: Детская энциклопедия. — М. : Астрель. — С. 398.
- Мазуренко М. Т. Вечнозеленая Колхида. — Кемерово : КРЭОО «Ирбис», 2009. — 193 с.
- Мазуренко М. Т., Москалюк Т. А. Краски северного лета: Рассказы о растенияхчастина=. — 2-е изд., перер. и доп. — Владивосток, 2009. — 195 с.